# Segugio austriaco
Il segugio austriaco nero focato è una razza di segugio di origine austriaca. 
È un cane di aspetto elegante e fisicamente prestante; il colore è nero con focature (due piccole focature si trovano sopra gli occhi). Altezza: 48-56 cm.